# فيرنون ديريك
فيرنون ديريك (بالإنجليزية: Vernon Derrick)‏ هو عازف كمان ‏ أمريكي، ولد في 7 نوفمبر 1933، وتوفي في 4 يناير 2008.

## وصلات خارجية
- فيرنون ديريك على موقع ميوزك برينز (الإنجليزية)
- فيرنون ديريك على موقع ديسكوغز (الإنجليزية)